# Castagnole Monferrato
Castagnole Monferrato es una localidad y comune italiana de la provincia de Asti, región de Piamonte, con 1.313 habitantes.

## Evolución demográfica
| Gráfica de evolución demográfica de Castagnole Monferrato entre 1861 y 2001 |
|                                                                             |
| Fuente ISTAT - elaboración gráfica de Wikipedia                             |